# Monosyntaxis montanus
Monosyntaxis montanus là một loài bướm đêm thuộc phân họ Arctiinae, họ Erebidae.